# Friedrich Aegidius von Ostau
Friedrich Aegidius von Ostau (geb. 23. November 1772; gest. 24. Oktober 1857 in Danzig) war ein preußischer Major, Landrat und Ritter des Ordens Pour le Mérite.

## Herkunft
Friedrich Aegidius von Ostau war Angehöriger des preußischen Adelsgeschlechts Ostau. Er war der Sohn von Julius Wilhelm Albrecht von Ostau (1738–1808) preußischer Leutnant, Landrat und Landesdirektor, und dessen erster Ehefrau (⚭ 10. Juni 1763) Marie Juliane (1738–1785), geb. von Negelein aus dem Hause Weßlienen.

## Leben
Im Jahr 1786 trat er in die preußische Armee ein und stieg dort im Dragonerregiment Nr. 6 von Auer bis zum Rang eines Majors auf. Nach dem Frieden von Tilsit beendet er seine Militärkarriere. Für seine Verdienste in der Schlacht bei Heilsberg wurde er am 18. Juli 1807 mit dem Pour le Mérite ausgezeichnet. Von 1818 bis 1838 amtierte er als Landrat des Landkreises Königsberg.

## Persönliches
Friedrich Aegidius von Ostau war seit dem 20. Juli 1857 in Königsberg mit Henriette Marianne (1793–1866), geb. Negenborn verheiratet. Die Kinder aus dieser Ehe waren:
- Richard (1825–1826)
- Heinrich Friedrich Leonhard (* 1828)
- Maria Anna Klara (* 1829)
- Heinrich Ludwig Anton (* 31. Oktober 1830; † 14. August 1870), Hauptmann und Kompanie-Chef im hannoverschen Füsilier-Regiment Nr. 73 (gefallen bei Metz)
- Maria Helene Charlotte (* 1833)